# Championnats du monde de natation 1991
Navigation
Mondiaux 1986 Mondiaux 1994
La 6e édition des Championnats du monde de natation se déroule du 3 au 13 janvier 1991 à Perth en Australie. Le pays accueille pour la première fois ce rendez-vous organisé par la Fédération internationale de natation, presque cinq années après la dernière édition.
Soixante mille spectateurs assistent aux soixante épreuves de quatre disciplines sportives de sports aquatiques — nage en eau libre, natation sportive, natation synchronisée, plongeon et water polo — au Challenge Stadium. À cette occasion, la nage en eau libre fait son apparition au sein du programme tandis que deux nouvelles épreuves de plongeon intègrent le programme officiel (épreuve du tremplin à 1 mètre).

## Résultats

### Nage en eau libre
| Épreuves | Or                             | Argent                    | Bronze                  |
| Hommes   | Hommes                         | Hommes                    | Hommes                  |
| -------- | ------------------------------ | ------------------------- | ----------------------- |
| 25 km    | Chad Hundeby États-Unis        | Sergio Chariandini Italie | David O'Brien Australie |
| Femmes   |                                |                           |                         |
| 25 km    | Shelley Taylor-Smith Australie | Martha Jahn États-Unis    | Karen Burton États-Unis |

### Natation sportive

#### Hommes
| Épreuves               | Or                                                                              | Argent                                                                                                  | Bronze                                                                                                 |
| Nage libre             | Nage libre                                                                      | Nage libre                                                                                              | Nage libre                                                                                             |
| ---------------------- | ------------------------------------------------------------------------------- | --- | --- |
| 50 m                   | Tom Jagger États-Unis 22 s 16                                                   | Matt Biondi États-Unis 22 s 26                                                                          | Gennady Prigoda Union soviétique 22 s 62                                                               |
| 100 m                  | Matt Biondi États-Unis 49 s 18                                                  | Tommy Werner Suède 49 s 63                                                                              | Giorgio Lamberti Italie 49 s 82                                                                        |
| 200 m                  | Giorgio Lamberti Italie 1 min 47 s 27                                           | Steffen Zesner Allemagne 1 min 48 s 28                                                                  | Artur Wojdat Pologne 1 min 48 s 70                                                                     |
| 400 m                  | Jörg Hoffmann Allemagne 3 min 48 s 04                                           | Stefan Pfeiffer Allemagne 3 min 48 s 86                                                                 | Artur Wojdat Pologne 3 min 49 s 67                                                                     |
| 1 500 m                | Jörg Hoffmann Allemagne 14 min 50 s 36 – RM – RC                                | Kieren Perkins Australie 14 min 50 s 58                                                                 | Stefan Pfeiffer Allemagne 14 min 59 s 34                                                               |
| Dos                    |                                                                                 | | |
| 100 m                  | Jeff Rouse États-Unis 55 s 23                                                   | Mark Tewksbury Canada 55 s 29                                                                           | Martín López-Zubero Espagne 55 s 61                                                                    |
| 200 m                  | Martín López-Zubero Espagne 1 min 59 s 52                                       | Stefano Battistelli Italie 1 min 59 s 98                                                                | Vladimir Selkov Union soviétique 2 min 0 s 33                                                          |
| Brasse                 |                                                                                 | | |
| 100 m                  | Norbert Rózsa Hongrie 1 min 1 s 45 – RM – RC                                    | Adrian Moorhouse Royaume-Uni 1 min 1 s 58                                                               | Gianni Minervini Italie 1 min 1 s 74                                                                   |
| 200 m                  | Mike Barrowman États-Unis 2 min 11 s 23 – RM – RC                               | Norbert Rózsa Hongrie 2 min 12 s 03                                                                     | Nicholas Gillingham Royaume-Uni 2 min 13 s 12                                                          |
| Papillon               |                                                                                 | | |
| 100 m                  | Anthony Nesty Suriname 53 s 29                                                  | Michael Gross Allemagne 53 s 31                                                                         | Vladislav Kulikov Union soviétique 53 s 74                                                             |
| 200 m                  | Melvin Stewart États-Unis 1 min 55 s 69 – RM – RC                               | Michael Gross Allemagne 1 min 56 s 78                                                                   | Tamás Darnyi Hongrie 1 min 58 s 25                                                                     |
| Quatre nages           |                                                                                 | | |
| 200 m                  | Tamás Darnyi Hongrie 1 min 59 s 36 – RM – RC                                    | Eric Namesnik États-Unis 2 min 1 s 87                                                                   | Christian Gessner Allemagne 2 min 2 s 36                                                               |
| 400 m                  | Tamás Darnyi Hongrie 4 min 12 s 36 – RM – RC                                    | Eric Namesnik États-Unis 4 min 15 s 21                                                                  | Stefano Battistelli Italie 4 min 16 s 50                                                               |
| Relais                 |                                                                                 | | |
| 4 × 100 m nage libre   | États-Unis Tom Jagger Brent Lang Douglas Gjersten Matt Biondi 3 min 17 s 15     | Allemagne Peter Sitt Dirk Richter Steffen Zesner Bengt Zigarsky 3 min 18 s 88                           | Union soviétique Gennady Prigoda Yuri Bashkatov Veniami Troianovitch Vladimir Tkatchenko 3 min 18 s 97 |
| 4 × 200 m nage libre   | Allemagne Peter Sitt Steffen Zesner Stefan Pfeiffer Michael Gross 7 min 13 s 50 | États-Unis Troy Dalbey Melvin Stewart Daniel Jorgensen Douglas Gjertsen 7 min 14 s 87                   | Italie Emanuel Idini Roberto Gleria Stefano Battistelli Giorgio Lamberti 7 min 17 s 18                 |
| 4 × 100 m quatre nages | États-Unis Jeff Rouse Eric Wunderlich Mark Henderson Matt Biondi 3 min 39 s 66  | Union soviétique Vladimir Shemetov Dmitri Volkov Viatcheslav Kulikov Veniami Troianovitch 3 min 40 s 41 | Allemagne Frank Hoffmeister Christian Poswiat Michael Gross Dirk Richter 3 min 42 s 13                 |

#### Femmes
| Épreuves               | Or                                                                                           | Argent                                                                                | Bronze                                                                                  |
| Nage libre             | Nage libre                                                                                   | Nage libre                                                                            | Nage libre                                                                              |
| ---------------------- | -------------------------------------------------------------------------------------------- | ------------------------------------------------------------------------------------- | --------------------------------------------------------------------------------------- |
| 50 m                   | Zhuang Yong Chine 25 s 47                                                                    | Leigh Fetter États-Unis Catherine Plewinski France 25 s 50                            | —                                                                                       |
| 100 m                  | Nicole Haislett États-Unis 55 s 17                                                           | Catherine Plewinski France 55 s 31                                                    | Zhuang Yong Chine 55 s 65                                                               |
| 200 m                  | Hayley Lewis Australie 2 min 0 s 48                                                          | Janet Evans États-Unis 2 min 0 s 67                                                   | Mette Jacobsen Danemark 2 min 0 s 93                                                    |
| 400 m                  | Janet Evans États-Unis 4 min 8 s 63                                                          | Hayley Lewis Australie 4 min 9 s 40                                                   | Suzu Chiba Japon 4 min 11 s 44                                                          |
| 800 m                  | Janet Evans États-Unis 8 min 24 s 05                                                         | Grit Müller Allemagne 8 min 30 s 20                                                   | Jana Henke Allemagne 8 min 30 s 31                                                      |
| Dos                    |                                                                                              |                                                                                       |                                                                                         |
| 100 m                  | Krisztina Egerszegi Hongrie 1 min 1 s 78                                                     | Tünde Szabó Hongrie 1 min 1 s 98                                                      | Janie Wagstaff États-Unis 1 min 2 s 17                                                  |
| 200 m                  | Krisztina Egerszegi Hongrie 2 min 9 s 15                                                     | Dagmar Hase Allemagne 2 min 12 s 01                                                   | Janie Wagstaff États-Unis 2 min 13 s 14                                                 |
| Brasse                 |                                                                                              |                                                                                       |                                                                                         |
| 100 m                  | Linley Frame Australie 1 min 8 s 81                                                          | Jana Dörries Allemagne 1 min 9 s 35                                                   | Elena Volkova Union soviétique 1 min 9 s 66                                             |
| 200 m                  | Elena Volkova Union soviétique 2 min 29 s 53                                                 | Linley Frame Australie 2 min 30 s 02                                                  | Jana Dörries Allemagne 2 min 30 s 14                                                    |
| Papillon               |                                                                                              |                                                                                       |                                                                                         |
| 100 m                  | Qian Hong Chine 59 s 68                                                                      | Wang Xiaohong Chine 59 s 81                                                           | Catherine Plewinski France 59 s 88                                                      |
| 200 m                  | Summer Sanders États-Unis 2 min 9 s 24                                                       | Rie Shuto Japon 2 min 11 s 06                                                         | Hayley Lewis Australie 2 min 11 s 09                                                    |
| Quatre nages           |                                                                                              |                                                                                       |                                                                                         |
| 200 m                  | Lin Li Chine 2 min 13 s 40                                                                   | Summer Sanders États-Unis 2 min 14 s 06                                               | Daniela Hunger Allemagne 2 min 16 s 16                                                  |
| 400 m                  | Lin Li Chine 4 min 41 s 46                                                                   | Hayley Lewis Australie 4 min 41 s 46                                                  | Summer Sanders États-Unis 4 min 43 s 41                                                 |
| Relais                 |                                                                                              |                                                                                       |                                                                                         |
| 4 × 100 m nage libre   | États-Unis Nicole Haislett Julie Cooper Whitney Hedgepeth Jenny Thompson 3 min 43 s 26       | Allemagne Simone Osygus Kerstin Kielgass Karin Seick Manuela Stellmach 3 min 44 s 37  | Pays-Bas Marianne Muis Inge de Bruijn Mildred Muis Karin Brienesse 3 min 45 s 05        |
| 4 × 200 m nage libre   | Allemagne Kerstin Kielgass Manuela Stellmach Dagmar Hase Stephanie Ortwig 8 min 2 s 56       | Pays-Bas Marianne Muis Manon Masseurs Mildred Muis Karin Brienesse 8 min 5 s 97       | Danemark Gitta Jensen Berit Puggaard Annette Poulsen Mette Jacobsen 8 min 7 s 20        |
| 4 × 100 m quatre nages | États-Unis Janie Wagstaff Tracey McFarlane Cris Ahmann Leighton Nicole Haislett 4 min 6 s 51 | Australie Nicole Livingstone Linley Frame Susan O'Neill Karen Van Wirdum 4 min 8 s 04 | Allemagne Svenja Schlicht Jana Doerries Susanne Mueller Manuela Stellmach 4 min 10 s 50 |

### Natation synchronisée
| Épreuves | Or | Argent | Bronze |
| -------- | --- | --- | --- |
| Solo     | Sylvie Fréchette Canada 201,013 pts. | Kristen Babb États-Unis 196,314 pts.                                                                                                 | Mikako Kotani Japon 195,110 pts. |
| Duo      | États-Unis Sarah Josephson Karen Josephson 199,762 pts.                                                                                            | Japon Mikako Kotani Aki Takayama 194,307 pts.                                                                                        | Canada Kathy Glen Lisa Alexander 192,649 pts.                                                                                       |
| Équipe   | États-Unis Kristen Babb Becky Dyroen Karen Josephson Sarah Josephson Jill Savery Nathalie Schneyder Heather Simmons Michelle Svitenko 196,144 pts. | Canada Lisa Alexander Karen Clark Charlene Davies Karen Fonteyne Kathy Glen Heather Johnston Christine Larsen Cari Read 193,269 pts. | Japon Hisako Aoishi Mina Enkaku Kiyoko Ishibashi Ikuko Kato Fumiko Okuno Aki Takayama Yumi Wakabayashi Chiaki Yamamura 189,753 pts. |

### Plongeon
| Épreuves        | Or                                   | Argent                                       | Bronze                                           |
| Hommes          | Hommes                               | Hommes                                       | Hommes                                           |
| --------------- | ------------------------------------ | -------------------------------------------- | ------------------------------------------------ |
| Tremplin à 1 m  | Edwin Jongejans Pays-Bas 588,51 pts. | Mark Lenzi États-Unis 578,22 pts.            | Wang Yijie Chine 577,86 pts.                     |
| Tremplin à 3 m  | Kent Ferguson États-Unis 650,25 pts. | Tan Liangde Chine 643,95 pts.                | Albin Killat Allemagne 619,77 pts.               |
| Haut vol à 10 m | Sun Shuwei Chine 626,79 pts.         | Xiong Ni Chine 603,81 pts.                   | Gueorgi Tchigovadze Union soviétique 580,68 pts. |
| Femmes          |                                      |                                              |                                                  |
| Tremplin à 1 m  | Gao Min Chine 478,26 pts.            | Wendy Lucero États-Unis 467,82 pts.          | Heidermarie Bartova Tchécoslovaquie 449,76 pts.  |
| Tremplin à 3 m  | Gao Min Chine 539,01 pts.            | Irina Lashko Union soviétique 524,70 pts.    | Brita Baldus Allemagne 503,73 pts.               |
| Haut vol à 10 m | Fu Mingxia Chine 426,51 pts.         | Elena Miroshina Union soviétique 402,87 pts. | Wendy Williams États-Unis 400,23 pts.            |

### Water-polo
Seize équipes participent au tournoi masculin tandis que neuf formations s'affrontent dans le tournoi féminin.
| Épreuves | Or | Argent  | Bronze     |
| -------- | --- | ------- | ---------- |
| Hommes   | Yougoslavie Mislav Bezmalinovic, Perica Bukic, Viktor Jelenic, Igor Milanovic, Vitomor Padovan, Dušan Popović, Ranko Posinkovic, Goran Radjenovic, Dubravko Simenc, Aleksander Sostar, Vaso Subotic, Ante Vasovic, Mirko Vicevic               | Espagne | Hongrie    |
| Femmes   | Pays-Bas Helen Boering, Irma Brander, Edmee Hiemstra, Monique Kranenburg, Karin Kuipers, Patricia Libregts, Alice Lindhout, Marjan op den Velde, Lilian Ossendrijver, Janny Spijker, Karla van den Boen, Esmeralda van der Water, Hedda Verdam | Canada  | États-Unis |

## Tableau des médailles
| Rang  | Nation           | Or | Argent | Bronze | Total |
| ----- | ---------------- | -- | ------ | ------ | ----- |
| 1     | États-Unis       | 17 | 11     | 6      | 34    |
| 2     | Chine            | 8  | 3      | 2      | 13    |
| 3     | Hongrie          | 5  | 2      | 2      | 9     |
| 4     | Allemagne        | 4  | 9      | 9      | 22    |
| 5     | Australie        | 3  | 5      | 2      | 10    |
| 6     | Pays-Bas         | 2  | 1      | 1      | 4     |
| 7     | Union soviétique | 1  | 3      | 6      | 10    |
| 8     | Canada           | 1  | 3      | 1      | 5     |
| 9     | Italie           | 1  | 2      | 4      | 7     |
| 10    | Espagne          | 1  | 1      | 1      | 3     |
| 11    | Suriname         | 1  | 0      | 0      | 1     |
| 11    | Yougoslavie      | 1  | 0      | 0      | 1     |
| 13    | Japon            | 0  | 2      | 3      | 5     |
| 14    | France           | 0  | 2      | 1      | 3     |
| 15    | Royaume-Uni      | 0  | 1      | 1      | 2     |
| 16    | Suède            | 0  | 1      | 0      | 1     |
| 17    | Danemark         | 0  | 0      | 2      | 2     |
| 17    | Pologne          | 0  | 0      | 2      | 2     |
| 19    | Tchécoslovaquie  | 0  | 0      | 1      | 1     |
| Total | Total            | 45 | 46     | 44     | 135   |

## Sources
- [PDF] (en + fr) Podiums masculins et féminins de la natation sportive, documents de la Fédération internationale de natation (FINA).
- [PDF] (en + fr) Podiums de la natation synchronisée, document de la FINA.
- [PDF] (en + fr) Podiums du plongeon, document de la FINA.
- [PDF] (en + fr) Podiums masculin et féminin du water polo, document de la FINA